# Гігроцибе
Hygrocybe — рід грибів родини гігрофорові. 

## Опис

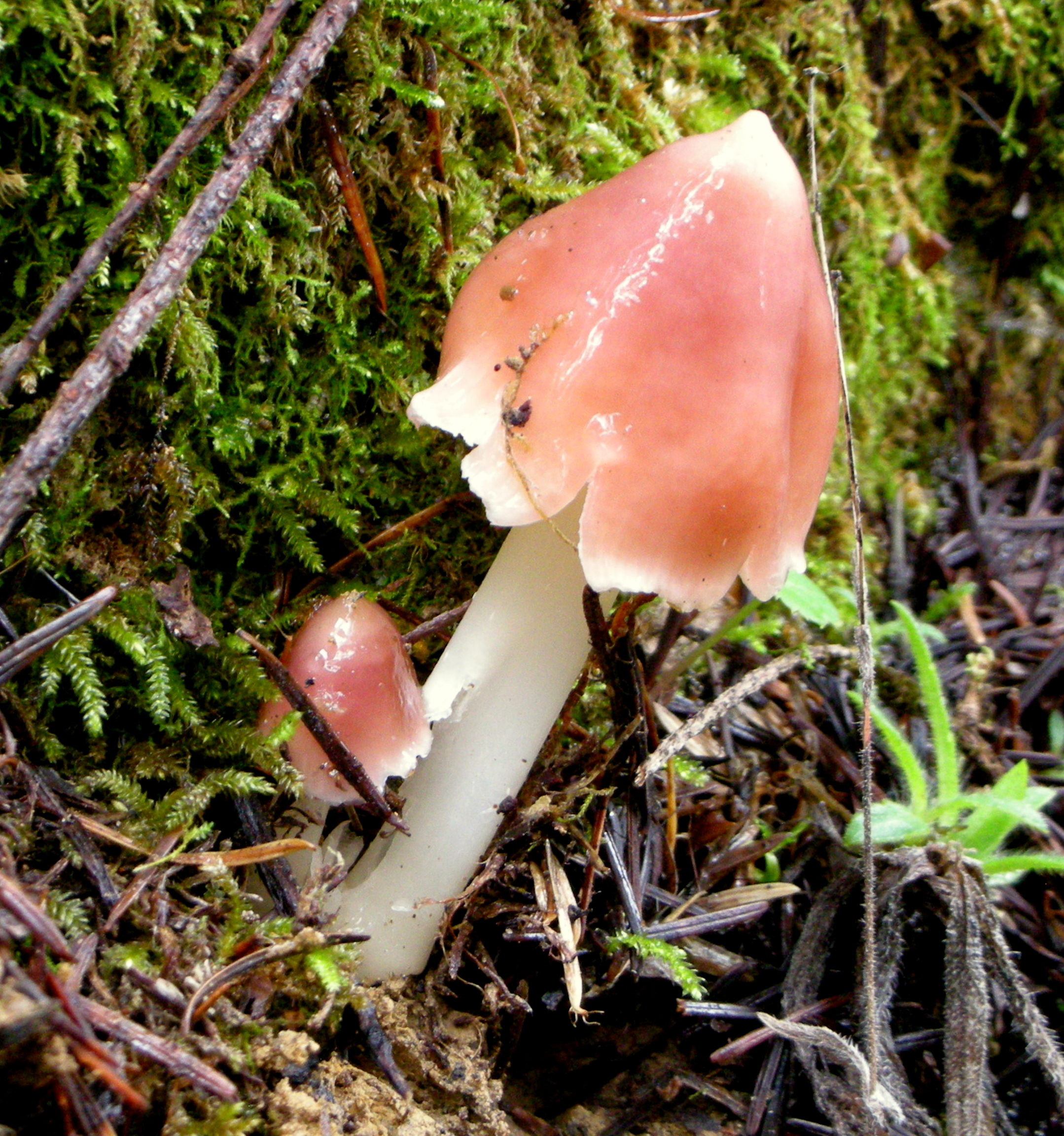
Гігроцибе ковпакоподібна (Hygrocybe calyptriformis)

Представники роду є сапротрофами, живляться мертвими рослинними залишками та гнилою деревиною і мають невеликі та яскраво забарвлені плодові тіла. Серед представників роду є як їстівні, так і отруйні гриби.

## Систематика
У п'ятому томі «Визначника грибів України» (1979) гігроцибе розглядався як підрід роду гігрофор (Hygrophorus).

### Види
База даних Species Fungorum станом на 22.11.2019 налічує 355 видів роду Hygrocybe (докладніше див. Список видів роду гігроцибе).

## Поширення в Україні
Визначник грибів України наводить 17 видів, що зростають в Україні. Вид гігроцибе ковпакоподібна (Hygrocybe calyptriformis) занесений до Червоної книги України.